# On the Threshold (film 1925)
On the Threshold è un film muto del 1925 diretto da Renaud Hoffman. La sceneggiatura di Alfred A. Cohn si basa sull'omonimo racconto di Wilbur Hall pubblicato su The Saturday Evening Post.

## Trama
Rimasto vedovo, Andrew Masters rinnega Dio e giura che salverà la piccola Rosemary dallo stesso destino della madre, morta di parto, vietandole di sposarsi. Ormai diciottenne, Rosemary è una bellissima ragazza, da sempre innamorata di Rod Yates, il suo amore d'infanzia. Accortosi che quell'idillio sta diventando una cosa seria, Masters proibisce ai due giovani di incontrarsi. I due rispettano il divieto. Ma, quando Rod trova lavoro come manager di un grande ranch, trova il coraggio di disobbedire e si reca da Rosemary per chiederle di sposarlo. La vista della figlia tra le braccia di Rod provoca un ictus in Masters, che cade a terra senza sensi.

Dan, il fratello debosciato di Masters, vuole approfittare della situazione per mettere le mani sul suo patrimonio e, in combutta con il giudice Stevens, stila un testamento che lascerebbe a lui tutti i beni del fratello a discapito di Rosemary. Cerca così di far sottoscrivere il documento a Andrew ma questi, quando si risveglia, si rifiuta di firmare. Non solo, scrive un nuovo testamento che lascia come unica erede la figlia. Masters muore dando la propria benedizione alle nozze di Rosemary con Rod.

## Produzione
Il film fu prodotto dalla Renaud Hoffman Productions.

## Distribuzione
Il copyright del film, richiesto da Renaud Hoffman, fu registrato il 23 febbraio 1925 con il numero LP21263. Nello stesso giorno uscì nelle sale statunitensi, distribuito dalla Producers Distributing Corporation (PDC).
Non si conoscono copie ancora esistenti della pellicola che viene considerata presumibilmente perduta.